# Liste der Nummer-eins-Hits in Dänemark (2006)
Dies ist eine Liste der Nummer-eins-Hits in Dänemark im Jahr 2006. Sie basiert auf den offiziellen Album Top-40 und Single Top-20, die im Auftrag von IFPI Danmark erstellt werden. Es gab in diesem Jahr 8 Nummer-eins-Singles und 22 Nummer-eins-Alben.

## Singles
| ← 2005 ← | Liste der Nummer-eins-Hits in Dänemark | Liste der Nummer-eins-Hits in Dänemark | Liste der Nummer-eins-Hits in Dänemark                                                          | 2007 →                    |
| \| Zeitraum \| Wo. ges. \| Interpret \| Titel Autor(en) \| Zusätzliche Informationen \| \| (Zeitraum, Wochen auf Platz eins, Interpret, Titel, Autor[en], zusätzliche Informationen) \| \| \| \| \| \| ----------------------------------------------------------------------------------------- \| -------- \| --------------------- \| ----------------------------------------------------------------------------------------------- \| ------------------------- \| \| 23. Dezember 2005 – 5. Januar 2006 2 Wochen \| 2 \| Dolph feat. NBTB \| Arghhh Musik: Sonny B. Pedersen, Fred Nukes; Text: Mikael Wulff \| – \| \| 6. Januar 2006 – 6. April 2006 13 Wochen (insgesamt 62) \| 62 \| Trine Dyrholm \| Avenuen (Mr. Nice Guy) Musik: Kim Larsen; Text: Peter Lund Madsen, Anders Lund Madsen \| – \| \| 7. April 2006 – 13. April 2006 1 Woche \| 1 \| Depeche Mode \| Suffer Well Christian Eigner, David Gahan, Andrew Charles Phillpott \| – \| \| 14. April 2006 – 11. Mai 2006 4 Wochen (insgesamt 62) \| 62 \| Trine Dyrholm \| Avenuen (Mr. Nice Guy) Musik: Kim Larsen; Text: Peter Lund Madsen, Anders Lund Madsen \| – \| \| 12. Mai 2006 – 18. Mai 2006 1 Woche \| 1 \| Red Hot Chili Peppers \| Dani California Anthony Kiedis, John Frusciante, Chad Smith, Michael Peter Balzary \| – \| \| 19. Mai 2006 – 1. Juni 2006 2 Wochen (insgesamt 3) \| 3 \| Gnarls Barkley \| Crazy Brian Joseph Burton, Thomas DeCarlo Callaway, Gian Franco Reverberi, Gian Piero Reverberi \| – \| \| 2. Juni 2006 – 15. Juni 2006 2 Wochen (insgesamt 62) \| 62 \| Trine Dyrholm \| Avenuen (Mr. Nice Guy) Musik: Kim Larsen; Text: Peter Lund Madsen, Anders Lund Madsen \| – \| \| 16. Juni 2006 – 22. Juni 2006 1 Woche (insgesamt 3) \| 3 \| Gnarls Barkley \| Crazy Brian Joseph Burton, Thomas DeCarlo Callaway, Gian Franco Reverberi, Gian Piero Reverberi \| – \| \| 23. Juni 2006 – 29. Juni 2006 1 Woche \| 1 \| Depeche Mode \| John the Revelator / Lilian Martin Lee Gore \| – \| \| 30. Juni 2006 – 5. Oktober 2006 14 Wochen \| 14 \| Basshunter \| Boten Anna Jonas Erik Altberg \| – \| \| 6. Oktober 2006 – 16. November 2006 6 Wochen (insgesamt 62) \| 62 \| Trine Dyrholm \| Avenuen (Mr. Nice Guy) Musik: Kim Larsen; Text: Peter Lund Madsen, Anders Lund Madsen \| – \| \| 17. November 2006 – 7. Dezember 2006 3 Wochen \| 3 \| U2 & Green Day \| The Saints Are Coming Musik: Stuart Adamson; Text: Richard Jobson \| – \| \| 8. Dezember 2006 – 12. April 2007 18 Wochen (insgesamt 62) \| 62 \| Trine Dyrholm \| Avenuen (Mr. Nice Guy) Musik: Kim Larsen; Text: Peter Lund Madsen, Anders Lund Madsen \| – \| |                                        |                                        |                                                                                                 |                           |
| ← 2005 |                                        |                                        |                                                                                                 | → 2007 →                  |
| Zeitraum | Wo. ges.                               | Interpret                              | Titel Autor(en)                                                                                 | Zusätzliche Informationen |
| (Zeitraum, Wochen auf Platz eins, Interpret, Titel, Autor[en], zusätzliche Informationen) |                                        |                                        |                                                                                                 |                           |
| 23. Dezember 2005 – 5. Januar 2006 2 Wochen | 2                                      | Dolph feat. NBTB                       | Arghhh Musik: Sonny B. Pedersen, Fred Nukes; Text: Mikael Wulff                                 | –                         |
| 6. Januar 2006 – 6. April 2006 13 Wochen (insgesamt 62) | 62                                     | Trine Dyrholm                          | Avenuen (Mr. Nice Guy) Musik: Kim Larsen; Text: Peter Lund Madsen, Anders Lund Madsen           | –                         |
| 7. April 2006 – 13. April 2006 1 Woche | 1                                      | Depeche Mode                           | Suffer Well Christian Eigner, David Gahan, Andrew Charles Phillpott                             | –                         |
| 14. April 2006 – 11. Mai 2006 4 Wochen (insgesamt 62) | 62                                     | Trine Dyrholm                          | Avenuen (Mr. Nice Guy) Musik: Kim Larsen; Text: Peter Lund Madsen, Anders Lund Madsen           | –                         |
| 12. Mai 2006 – 18. Mai 2006 1 Woche | 1                                      | Red Hot Chili Peppers                  | Dani California Anthony Kiedis, John Frusciante, Chad Smith, Michael Peter Balzary              | –                         |
| 19. Mai 2006 – 1. Juni 2006 2 Wochen (insgesamt 3) | 3                                      | Gnarls Barkley                         | Crazy Brian Joseph Burton, Thomas DeCarlo Callaway, Gian Franco Reverberi, Gian Piero Reverberi | –                         |
| 2. Juni 2006 – 15. Juni 2006 2 Wochen (insgesamt 62) | 62                                     | Trine Dyrholm                          | Avenuen (Mr. Nice Guy) Musik: Kim Larsen; Text: Peter Lund Madsen, Anders Lund Madsen           | –                         |
| 16. Juni 2006 – 22. Juni 2006 1 Woche (insgesamt 3) | 3                                      | Gnarls Barkley                         | Crazy Brian Joseph Burton, Thomas DeCarlo Callaway, Gian Franco Reverberi, Gian Piero Reverberi | –                         |
| 23. Juni 2006 – 29. Juni 2006 1 Woche | 1                                      | Depeche Mode                           | John the Revelator / Lilian Martin Lee Gore                                                     | –                         |
| 30. Juni 2006 – 5. Oktober 2006 14 Wochen | 14                                     | Basshunter                             | Boten Anna Jonas Erik Altberg                                                                   | –                         |
| 6. Oktober 2006 – 16. November 2006 6 Wochen (insgesamt 62) | 62                                     | Trine Dyrholm                          | Avenuen (Mr. Nice Guy) Musik: Kim Larsen; Text: Peter Lund Madsen, Anders Lund Madsen           | –                         |
| 17. November 2006 – 7. Dezember 2006 3 Wochen | 3                                      | U2 & Green Day                         | The Saints Are Coming Musik: Stuart Adamson; Text: Richard Jobson                               | –                         |
| 8. Dezember 2006 – 12. April 2007 18 Wochen (insgesamt 62) | 62                                     | Trine Dyrholm                          | Avenuen (Mr. Nice Guy) Musik: Kim Larsen; Text: Peter Lund Madsen, Anders Lund Madsen           | –                         |

## Alben
| ← 2005 ← | Liste der Nummer-eins-Hits in Dänemark | Liste der Nummer-eins-Hits in Dänemark | Liste der Nummer-eins-Hits in Dänemark | 2007 →                    |
| \| Zeitraum \| Wo. ges. \| Interpret \| Titel \| Zusätzliche Informationen \| \| (Zeitraum, Wochen auf Platz eins, Interpret, Titel, zusätzliche Informationen) \| \| \| \| \| \| ------------------------------------------------------------------------------ \| -------- \| -------------------------- \| -------------------------------------- \| ------------------------- \| \| 2. Dezember 2005 – 5. Januar 2006 5 Wochen (insgesamt 7) \| 7 \| TV-2 \| De første kærester på månen \| – \| \| 6. Januar 2006 – 12. Januar 2006 1 Woche \| 1 \| Eminem \| Curtain Call: The Hits \| – \| \| 13. Januar 2006 – 2. Februar 2006 3 Wochen \| 3 \| Katie Melua \| Piece by Piece \| – \| \| 3. Februar 2006 – 9. Februar 2006 1 Woche (insgesamt 7) \| 7 \| TV-2 \| De første kærester på månen \| – \| \| 10. Februar 2006 – 9. März 2006 4 Wochen \| 4 \| Big Fat Snake \| Between the Devil and the Big Blue Sea \| – \| \| 10. März 2006 – 11. Mai 2006 9 Wochen \| 9 \| Danser med Drenge \| Vores bedste \| – \| \| 12. Mai 2006 – 18. Mai 2006 1 Woche \| 1 \| Thomas Koppel \| Improvisationer for klaver \| – \| \| 19. Mai 2006 – 8. Juni 2006 3 Wochen \| 3 \| Red Hot Chili Peppers \| Stadium Arcadium \| – \| \| 9. Juni 2006 – 29. Juni 2006 3 Wochen (insgesamt 5) \| 5 \| Shakira \| Oral Fixation Vol. 2 \| – \| \| 30. Juni 2006 – 6. Juli 2006 1 Woche \| 1 \| Crazy Frog \| More Crazy Hits \| – \| \| 7. Juli 2006 – 20. Juli 2006 2 Wochen (insgesamt 5) \| 5 \| Shakira \| Oral Fixation Vol. 2 \| – \| \| 21. Juli 2006 – 27. Juli 2006 1 Woche (insgesamt 3) \| 3 \| Bruce Springsteen \| We Shall Overcome: The Seeger Sessions \| – \| \| 28. Juli 2006 – 3. August 2006 1 Woche \| 1 \| Johnny Deluxe \| Luxus \| – \| \| 4. August 2006 – 17. August 2006 2 Wochen (insgesamt 3) \| 3 \| Bruce Springsteen \| We Shall Overcome: The Seeger Sessions \| – \| \| 18. August 2006 – 24. August 2006 1 Woche \| 1 \| Niarn \| Antihelt \| – \| \| 25. August 2006 – 31. August 2006 1 Woche \| 1 \| Gavin DeGraw \| Chariot \| – \| \| 1. September 2006 – 7. September 2006 1 Woche (insgesamt 2) \| 2 \| Madonna \| Confessions on a Dance Floor \| – \| \| 8. September 2006 – 14. September 2006 1 Woche (insgesamt 2) \| 2 \| Bob Dylan \| Modern Times \| – \| \| 15. September 2006 – 21. September 2006 1 Woche \| 1 \| Poul Krebs \| Ku den næste dans blive min? \| – \| \| 22. September 2006 – 28. September 2006 1 Woche (insgesamt 2) \| 2 \| Bob Dylan \| Modern Times \| – \| \| 29. September 2006 – 12. Oktober 2006 2 Wochen \| 2 \| (Verschiedene Interpreten) \| M:G:P 2006 \| – \| \| 13. Oktober 2006 – 2. November 2006 3 Wochen \| 3 \| Nephew \| Interkom kom ind \| – \| \| 3. November 2006 – 9. November 2006 1 Woche \| 1 \| Robbie Williams \| Rudebox \| – \| \| 10. November 2006 – 16. November 2006 1 Woche \| 1 \| (Verschiedene Interpreten) \| Danske filmhits \| – \| \| 17. November 2006 – 23. November 2006 1 Woche (insgesamt 5) \| 5 \| Thomas Helmig \| Helmig herfra \| – \| \| 24. November 2006 – 4. Januar 2007 6 Wochen \| 6 \| Kim Larsen & Kjukken \| Gammel hankat \| – \| |                                        |                                        |                                        |                           |
| ← 2005 |                                        |                                        |                                        | → 2007 →                  |
| Zeitraum | Wo. ges.                               | Interpret                              | Titel                                  | Zusätzliche Informationen |
| (Zeitraum, Wochen auf Platz eins, Interpret, Titel, zusätzliche Informationen) |                                        |                                        |                                        |                           |
| 2. Dezember 2005 – 5. Januar 2006 5 Wochen (insgesamt 7) | 7                                      | TV-2                                   | De første kærester på månen            | –                         |
| 6. Januar 2006 – 12. Januar 2006 1 Woche | 1                                      | Eminem                                 | Curtain Call: The Hits                 | –                         |
| 13. Januar 2006 – 2. Februar 2006 3 Wochen | 3                                      | Katie Melua                            | Piece by Piece                         | –                         |
| 3. Februar 2006 – 9. Februar 2006 1 Woche (insgesamt 7) | 7                                      | TV-2                                   | De første kærester på månen            | –                         |
| 10. Februar 2006 – 9. März 2006 4 Wochen | 4                                      | Big Fat Snake                          | Between the Devil and the Big Blue Sea | –                         |
| 10. März 2006 – 11. Mai 2006 9 Wochen | 9                                      | Danser med Drenge                      | Vores bedste                           | –                         |
| 12. Mai 2006 – 18. Mai 2006 1 Woche | 1                                      | Thomas Koppel                          | Improvisationer for klaver             | –                         |
| 19. Mai 2006 – 8. Juni 2006 3 Wochen | 3                                      | Red Hot Chili Peppers                  | Stadium Arcadium                       | –                         |
| 9. Juni 2006 – 29. Juni 2006 3 Wochen (insgesamt 5) | 5                                      | Shakira                                | Oral Fixation Vol. 2                   | –                         |
| 30. Juni 2006 – 6. Juli 2006 1 Woche | 1                                      | Crazy Frog                             | More Crazy Hits                        | –                         |
| 7. Juli 2006 – 20. Juli 2006 2 Wochen (insgesamt 5) | 5                                      | Shakira                                | Oral Fixation Vol. 2                   | –                         |
| 21. Juli 2006 – 27. Juli 2006 1 Woche (insgesamt 3) | 3                                      | Bruce Springsteen                      | We Shall Overcome: The Seeger Sessions | –                         |
| 28. Juli 2006 – 3. August 2006 1 Woche | 1                                      | Johnny Deluxe                          | Luxus                                  | –                         |
| 4. August 2006 – 17. August 2006 2 Wochen (insgesamt 3) | 3                                      | Bruce Springsteen                      | We Shall Overcome: The Seeger Sessions | –                         |
| 18. August 2006 – 24. August 2006 1 Woche | 1                                      | Niarn                                  | Antihelt                               | –                         |
| 25. August 2006 – 31. August 2006 1 Woche | 1                                      | Gavin DeGraw                           | Chariot                                | –                         |
| 1. September 2006 – 7. September 2006 1 Woche (insgesamt 2) | 2                                      | Madonna                                | Confessions on a Dance Floor           | –                         |
| 8. September 2006 – 14. September 2006 1 Woche (insgesamt 2) | 2                                      | Bob Dylan                              | Modern Times                           | –                         |
| 15. September 2006 – 21. September 2006 1 Woche | 1                                      | Poul Krebs                             | Ku den næste dans blive min?           | –                         |
| 22. September 2006 – 28. September 2006 1 Woche (insgesamt 2) | 2                                      | Bob Dylan                              | Modern Times                           | –                         |
| 29. September 2006 – 12. Oktober 2006 2 Wochen | 2                                      | (Verschiedene Interpreten)             | M:G:P 2006                             | –                         |
| 13. Oktober 2006 – 2. November 2006 3 Wochen | 3                                      | Nephew                                 | Interkom kom ind                       | –                         |
| 3. November 2006 – 9. November 2006 1 Woche | 1                                      | Robbie Williams                        | Rudebox                                | –                         |
| 10. November 2006 – 16. November 2006 1 Woche | 1                                      | (Verschiedene Interpreten)             | Danske filmhits                        | –                         |
| 17. November 2006 – 23. November 2006 1 Woche (insgesamt 5) | 5                                      | Thomas Helmig                          | Helmig herfra                          | –                         |
| 24. November 2006 – 4. Januar 2007 6 Wochen | 6                                      | Kim Larsen & Kjukken                   | Gammel hankat                          | –                         |

## Jahreshitparaden
| ← 2005 ← | Liste der Nummer-eins-Hits in Dänemark | Liste der Nummer-eins-Hits in Dänemark                           | Liste der Nummer-eins-Hits in Dänemark | 2007 →   |
| \| Singles \| Position# \| Alben \| \| -------------------------------------------------------------------------------------------------------------- \| --------- \| ---------------------------------------------------------------- \| \| Avenuen (Mr. Nice Guy) Trine Dyrholm Musik: Kim Larsen; Text: Peter Lund Madsen, Anders Lund Madsen \| 1 \| Gammel hankat Kim Larsen \| \| Boten Anna Basshunter Jonas Erik Altberg \| 2 \| M:G:P 2006 (Verschiedene Interpreten) \| \| Crazy Gnarls Barkley Brian Joseph Burton, Thomas DeCarlo Callaway, Gian Franco Reverberi, Gian Piero Reverberi \| 3 \| Helmig herfra Thomas Helmig \| \| The Saints Are Coming U2 & Green Day Musik: Stuart Adamson; Text: Richard Jobson \| 4 \| Vores bedste Danser med Drenge \| \| Arghhh Dolph feat. NBTB Musik: Sonny B. Pedersen, Fred Nukes; Text: Mikael Wulff \| 5 \| 3: Fresh-Fri-Fly Nik & Jay \| \| Brudevalsen Teddy Petersen Niels W. Gade \| 6 \| Interkom kom ind Nephew \| \| Glenn Francisco (EP) Niarn \| 7 \| Danske filmhits – De største stjerner (Verschiedene Interpreten) \| \| Suffer Well Depeche Mode Christian Eigner, David Gahan, Andrew Charles Phillpott \| 8 \| We Shall Overcome Bruce Springsteen \| \| The hjärta & smärta EP Kent \| 9 \| Futuresex / Lovesounds Justin Timberlake \| \| John the Revelator / Lilian Depeche Mode Martin Lee Gore \| 10 \| Piece by Piece Katie Melua \| |                                        |                                                                  |                                        |          |
| ← 2005 |                                        |                                                                  |                                        | → 2007 → |
| Singles | Position#                              | Alben                                                            |                                        |          |
| Avenuen (Mr. Nice Guy) Trine Dyrholm Musik: Kim Larsen; Text: Peter Lund Madsen, Anders Lund Madsen | 1                                      | Gammel hankat Kim Larsen                                         |                                        |          |
| Boten Anna Basshunter Jonas Erik Altberg | 2                                      | M:G:P 2006 (Verschiedene Interpreten)                            |                                        |          |
| Crazy Gnarls Barkley Brian Joseph Burton, Thomas DeCarlo Callaway, Gian Franco Reverberi, Gian Piero Reverberi | 3                                      | Helmig herfra Thomas Helmig                                      |                                        |          |
| The Saints Are Coming U2 & Green Day Musik: Stuart Adamson; Text: Richard Jobson | 4                                      | Vores bedste Danser med Drenge                                   |                                        |          |
| Arghhh Dolph feat. NBTB Musik: Sonny B. Pedersen, Fred Nukes; Text: Mikael Wulff | 5                                      | 3: Fresh-Fri-Fly Nik & Jay                                       |                                        |          |
| Brudevalsen Teddy Petersen Niels W. Gade | 6                                      | Interkom kom ind Nephew                                          |                                        |          |
| Glenn Francisco (EP) Niarn | 7                                      | Danske filmhits – De største stjerner (Verschiedene Interpreten) |                                        |          |
| Suffer Well Depeche Mode Christian Eigner, David Gahan, Andrew Charles Phillpott | 8                                      | We Shall Overcome Bruce Springsteen                              |                                        |          |
| The hjärta & smärta EP Kent | 9                                      | Futuresex / Lovesounds Justin Timberlake                         |                                        |          |
| John the Revelator / Lilian Depeche Mode Martin Lee Gore | 10                                     | Piece by Piece Katie Melua                                       |                                        |          |